# Sewański Park Narodowy

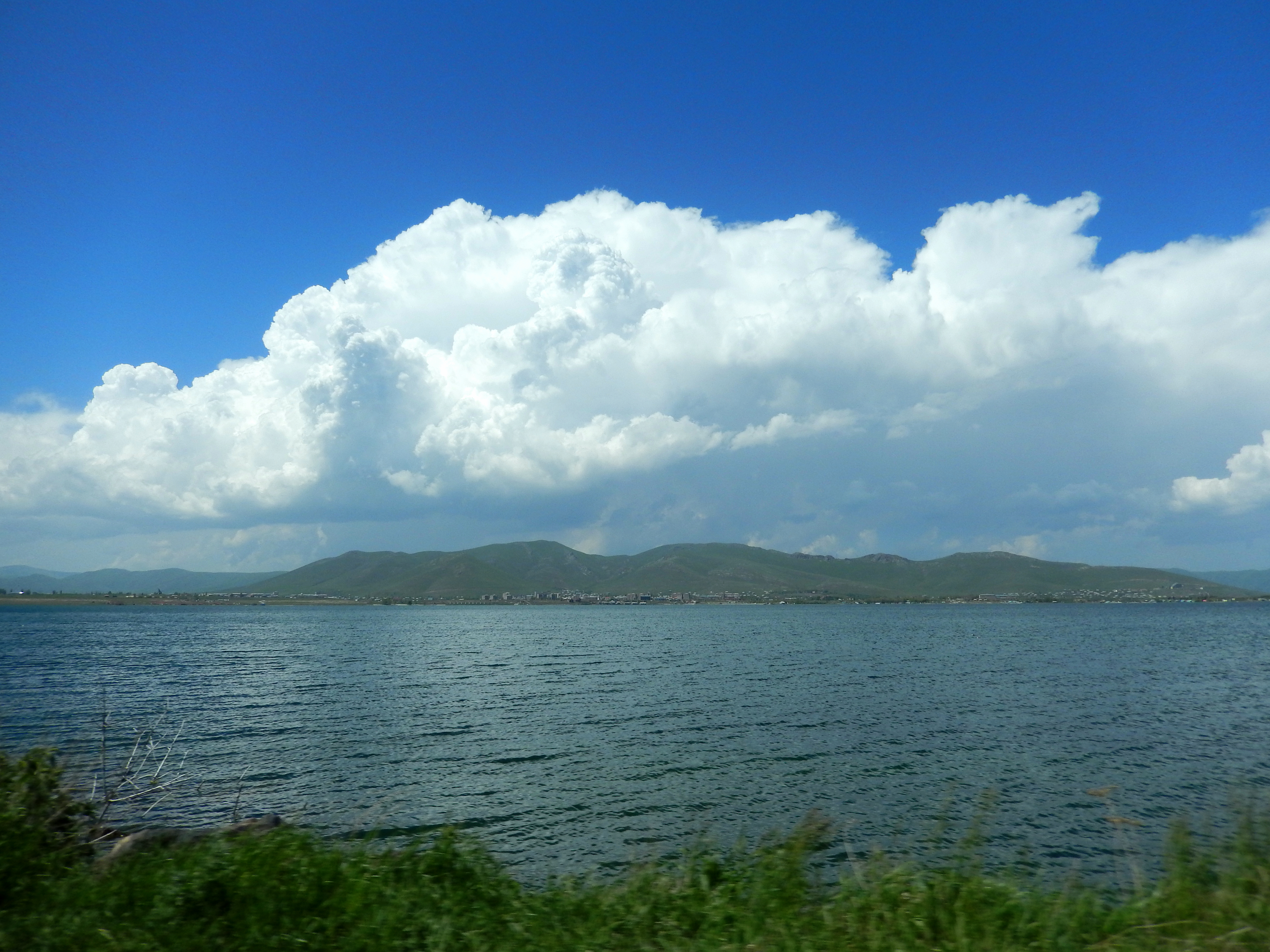
Widok na jezioro Sewan

Sewański Park Narodowy (orm. Սևան ազգային պարկ) – park narodowy leżący na północny wschód od Erywania, w prowincji Gegharkunik w Armenii. Utworzony został w 1978 roku. Teren parku obejmuje jezioro Sewan wraz z przylegającymi do niego obszarami. Powierzchnia parku wynosi łącznie 150 100 ha, z czego powierzchnia lądowa to 24 800 ha. Park otacza otulina o powierzchni 4900 km². Na jego terenie Parku występuje 1600 gatunków roślin oraz 330 gatunków zwierząt. Park ma status ochronny równy kategorii II w kategoryzacji IUCN.

## Położenie i warunki fizjograficzne
Park obejmuje ochroną jedno z największych jezior wysokogórskich na świecie. Jezioro Sewan położone jest na rzędnej 1916 m n.p.m. Zasoby wodne zbiornika wykorzystywane były intensywnie w XX wieku do nawodnień i produkcji energii, powodując w efekcie szczególnie dramatyczny spadek poziomu wód między 1933 a 1981 rokiem. Zasoby wody zmalały wówczas o 42%, lustro wody obniżyło się o 19,5 m, a powierzchnia zmalała z 1416 km² do 1250 km². Pierwotnie zbiornik oligotroficzny uległ też eutrofizacji. Ochrona zasobów wody stała się głównym celem ochrony obszaru i powodem do jego wyznaczenia. W celu powstrzymania degradacji zbiornika od 1982 roku zbiornik zasilany jest wodami z rzeki Arpa prowadzonymi tunelem o długości 48 km.
W obrębie parku znajduje się obszar lądowy położony między okalającymi zbiornik szosami (M4, M10, M11, M14) i brzegami jeziora. Obszar Parku podzielony jest na strefy ochrony ścisłej oraz wykorzystywane do celów rekreacyjnych i ekonomicznych. Na jedynej rzece wypływającej z jeziora – Hrazdan – działa 6 kaskadowych elektrowni wodnych „Sewan-Hrazdan”. Strefy ochrony ścisłej zajmują 3700 ha i obejmują najmniej przekształcone odcinki brzegów zbiornika, w szczególności półwysep Artanisz. Poza wybranymi odcinkami wybrzeża ochronie podlegają także ujściowe odcinki rzek wpadających do jeziora (jest ich w sumie 28) o długości 500 m. Otulina obejmuje zlewnię jeziora i jej granica biegnie szczytami pasm górskich okalających jezioro Sewan. W sumie w obszarze parku i jego otuliny mieszka 270 tys. ludzi.

## Szata roślinna
W wodach jeziora Sewan występują liczne glony oraz 19 gatunków reprezentujących 9 rodzajów roślin naczyniowych. Najbardziej zróżnicowane są rdestnice Potamogeton reprezentowane przez 7 gatunków (w tym rdestnica przeszyta P. perfoliatus) i rzęsy Lemna. Rośnie tu poza tym: rogatek sztywny Ceratophyllum demersum, zamętnica błotna Zannichellia palustris, wywłócznik okółkowy Myriophyllum verticillatum, pływacz zwyczajny Utricularia  vulgaris. W zlewni rzeki Arigachi w górach Wardenis występuje rdestniczka gęsta Groenlandia densa.
Obszar lądowy w strefie dawnego litoralu (położony między obecnymi brzegami a drogami okalającymi jezioro), do około 20 m nad poziom jeziora, pokrywają tereny zalesione głównie sosnami Pinus, topolami Populus, oliwnikami Elaeagnus, rokitnikiem Hippophae rhamnoides. W trawiastym runie rosną tu takie gatunki jak: sałata tatarska Lactuca tatarica, bylica austriacka Artemisia austriaca, Cleome ornithopodioides oraz różne gatunki z rodzajów pięciornik Potentilla, turzyca Carex, przetacznik Veronica. Powyżej tego pasa roślinności do rzędnej ok. 100 m nad poziom jeziora rozciągają się zarośla z jałowcem Juniperus polycarpos i różnymi gatunkami róż Rosa, berberysów Berberis, tawułami Spiraea, tragankami Astragalus i akantolimonami Acantholimon. Jeszcze wyżej rozpościerają się już łąki subalpejskie i alpejskie.
Do rzadszych gatunków armeńskich rosnących w Parku należą m.in. Acantholimon gabrieljaniae, Astragalus goktschaicus, Isatis sevangensis, Sorbus luristanica, Sorbus hajastana i miłek wołżański Adonis volgensis.

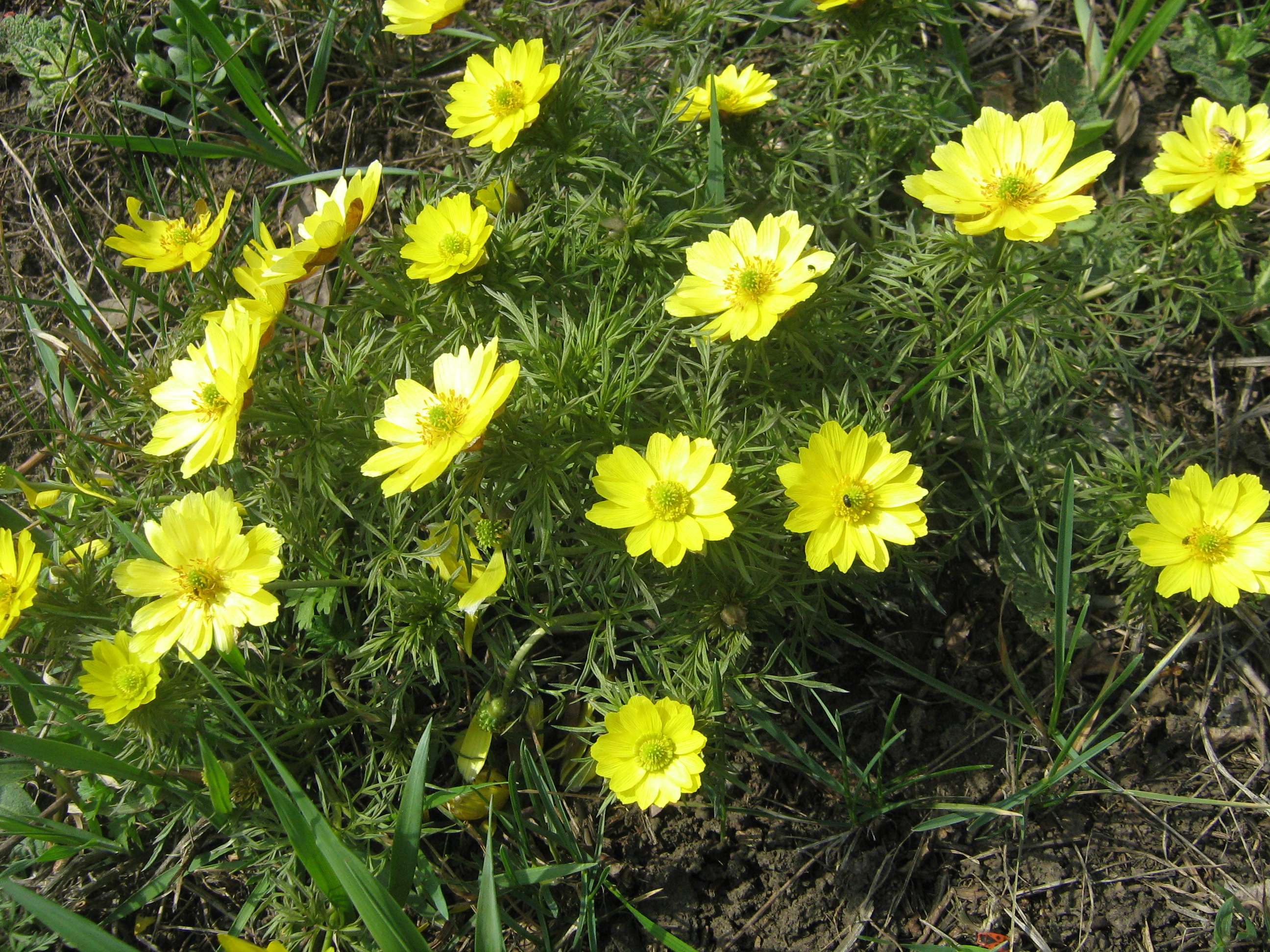
Adonis volgensis
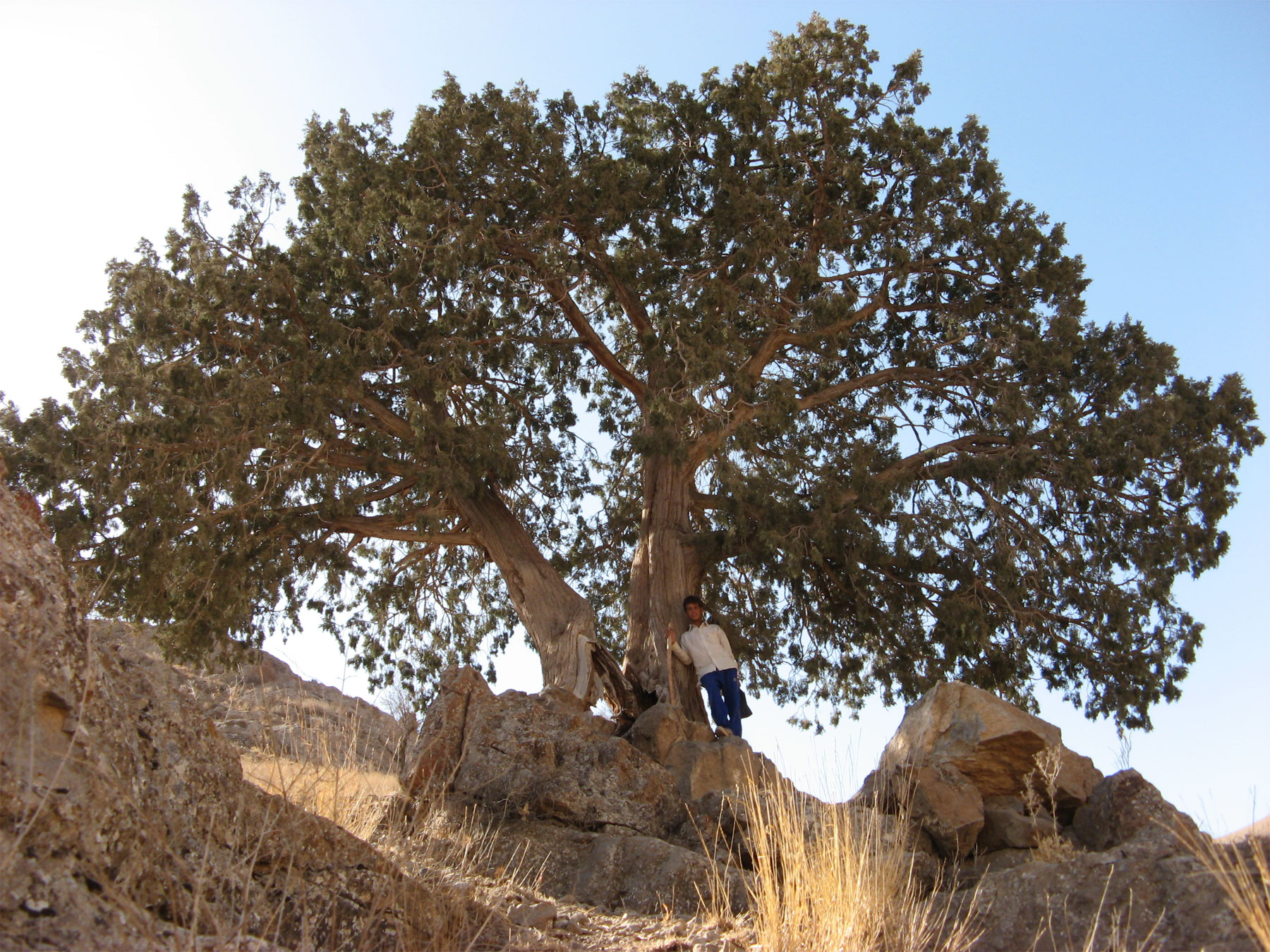
Juniperus polycarpos
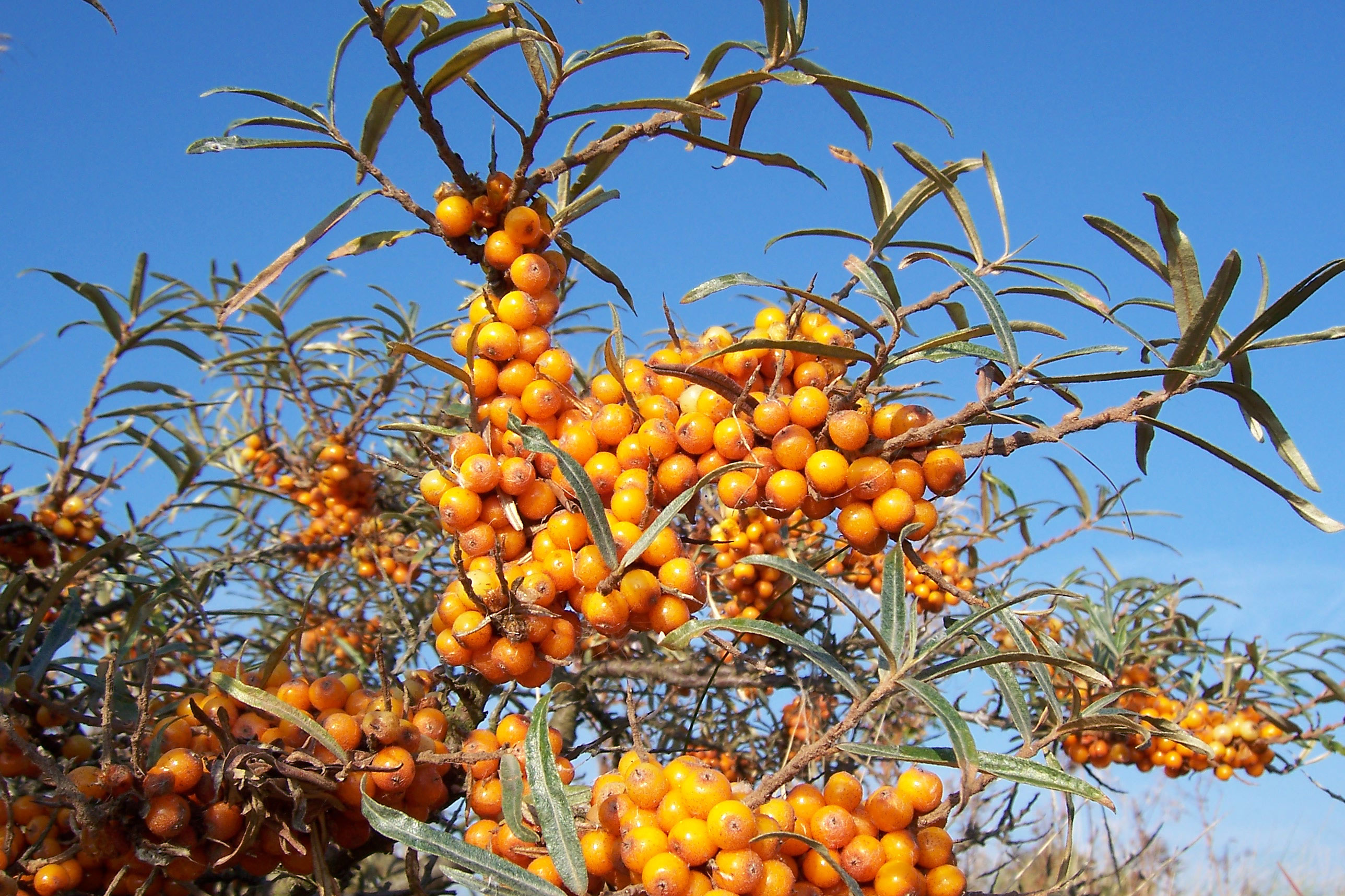
Hippophae rhamnoides

## Fauna
W jeziorze Sewan występuje 6 gatunków ryb, w tym endemiczny pstrąg Salmo ischan. Pozostałe to m.in. Barbus goctschaicus, chramula pospolita (Varicorhinus capoeta) subsp. sevangi. W okolicy jeziora występuje 18 gatunków gadów (głównie na północno-wschodnim wybrzeżu), 4 gatunki płazów oraz 36 gatunków ssaków.
Na jeziorze i w okolicy stwierdzono 210 gatunków ptaków. Od 2000 roku BirdLife International uznaje jezioro i jego najbliższą okolicę za ostoję ptaków IBA. Do gatunków, których występowanie zaważyło na tej decyzji, należą: gęś mała (Anser erythropus), podgorzałka zwyczajna (Aythya nyroca) oraz mewa romańska (Larus michahellis). Jezioro jest ważnym miejscem dla ptaków migrujących, które skupiają się w jego okolicy szczególnie od października do grudnia, zanim jego powierzchnia zamarznie. Zatrzymują się tu na przykład łabędź niemy (Cygnus olor) i rzadkie gatunki, jak czapla biała (Ardea alba), ibis kasztanowaty (Plegadis falcinellus), łabędź krzykliwy (Cygnus cygnus) i żuraw stepowy (Grus virgo). Licznie gnieżdżą się łyski (Fulica atra), krzyżówki (Anas platyrhynchos) i mewy armeńskie (L. armenicus) (16% populacji gnieździ się na jeziorze).